# Pseudocopivaleria anaverta
Pseudocopivaleria anaverta is een vlinder uit de familie van de uilen (Noctuidae). De wetenschappelijke naam van de soort is voor het eerst geldig gepubliceerd in 1966 door Buckett & Bauer.